# KK ABS Primorje
El KK ABS Primorje 1945 (Cirílico: КК АБС Приморйе 1945) es un club de baloncesto profesional de la ciudad de Herceg Novi, que milita en la Erste Liga, la máxima categoría del baloncesto montenegrino. Disputa sus partidos en el Sportski centar Igalo, con capacidad para 2000 espectadores.

## Nombres
- KK Herceg Novi (hasta 2012)
- KK KK ABS Primorje 1945 (2012-presente)

## Posiciones en liga
|  | - 2007: 1º-(1B) - 2008: 11º-(1A) - 2009: 5º - 2010: 8º - 2011: 10º - 2012: 7º | - 2013: 9º - 2014: 9º - 2015: 11º - 2016: 1º-(1B) |

## Palmarés
- Campeón de la Prva B

2007, 2016

## Jugadores destacados
| - Vladimir Radovanović - Radovan Cavlin - Siniša Avramovski - Jovan Bacović - Aleksandar Bojović - Dejan Bulaja - Goran Bulatović - Janko Cepić - Zivojin Grubović - Nemanja Knežević - Miloš Komatina - Nikola Lucić | - Nikola Medić - Pavle Roganović - Milorad Šutulović - Bogoljub Devrnja - Dejan Djokić - Djordje Dzeletović - Milos Gagović - Vojislav Ilić - Djordje Jakovljević - Marko Janjusević - Nemanja Karalić - Aco Mandić | - Nikola Marković - Milos Martinović - Radenko Mihajlović - Filip Pajević - Aleksandar Rać - Branislav Radak - Gojko Šušić - Jovan Torbica - Milan Dabović - Ljubomir Ristic |